# Julius Friedrich (Württemberg-Weiltingen)

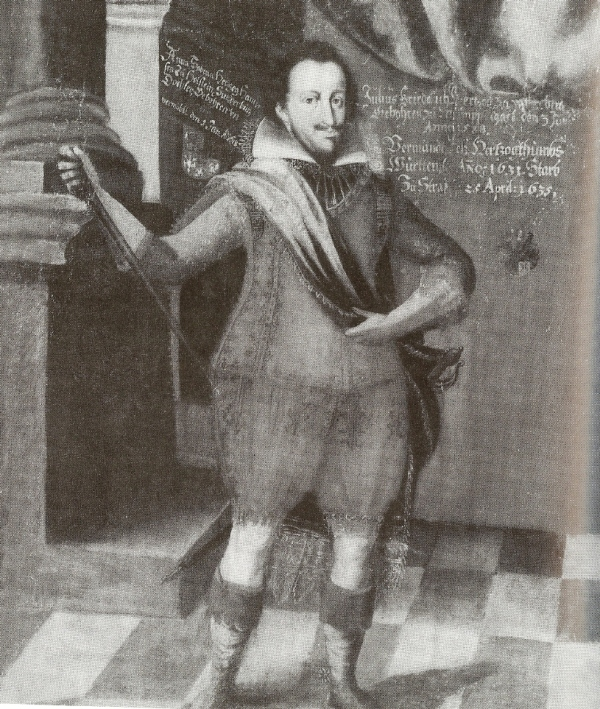
Julius Friedrich von Württemberg-Weiltingen

Julius Friedrich von Württemberg-Weiltingen (* 3. Juni 1588 in Mömpelgard; † 25. April 1635 in Straßburg) war Herzog und Stifter von Württemberg-Weiltingen. Während des Dreißigjährigen Krieges regierte er von 1631 bis 1633 als Vormund seines Neffen Eberhard III. das Herzogtum Württemberg.

## Leben
Julius Friedrich war der dritte Sohn des Herzogs Friedrich I. von Württemberg und dessen Gemahlin Sibylla von Anhalt. Er wuchs mit seinen Eltern und Geschwistern in Mömpelgard auf. Nach der Regierungsübernahme seines Vaters 1593 lebte der Prinz in Stuttgart. Er beteiligte sich an Militäroperationen im Elsass und nahm auch am Jülicher Erbfolgekrieg teil. Julius Friedrich unternahm ausgedehnte Reisen, unter anderem nach Kleinasien, Malta und Ephesos sowie 1615 nach Lappland.
Am 28. Mai 1617 erhielt er im Fürstbrüderlichen Vergleich die Herrschaften Weiltingen und Brenz sowie ein Deputat an der Herrschaft Heidenheim zugesprochen, dazu eine jährliche Apanage von 15.000 Gulden. Julius Friedrich nahm Sitz in Weiltingen und führte ab 1631 die Regentschaft für seinen Neffen Eberhard III.
Am 24. November 1617 schloss er den Ehevertrag mit Prinzessin Anna Sabina von Schleswig-Holstein-Sonderburg (1593–1659) ab, die er am 11. Dezember 1618 in Sonderburg heiratete. Nach der Vermählung zog er zunächst auf Schloss Brenz, später dann ins Schloss Weiltingen. 1631 nahm er am Leipziger Konvent teil musste diesem Bund aber im Vertrag von Tübingen nach dem Kirschenkrieg wieder entsagen. Er schloss sich schließlich dem heranrückenden Gustav Adolf von Schweden an und hob erneut Truppen aus. 1632 unterstellte er eine Schwadron, die er in Lothringen ausheben ließ, dem René du Puy-Montbrun, seigneur de Villefranche et de la Jonchère.
Dies führte zu Widersprüchen mit der Regierung, den Landständen und der Mitregentin Julius’ Friedrich, Barbara Sophia von Brandenburg, der Mutter Eberhards III. 1633 verzichtete er auf die Regentschaft in Württemberg.
Nach der Schlacht von Nördlingen floh Julius Friedrich mit der ganzen württembergisch-herzoglichen Familie nach Straßburg, wo er im Jahr darauf starb. Seine Witwe Anna Sabina bezog das Schloss Schöckingen als Witwensitz.

## Kinder
Die Kinder Julius Friedrichs aus seiner Ehe mit Anna Sabina waren:
- Roderich (1618–1651), Herzog von Württemberg-Weiltingen
- Julia Felicitas (1619–1661)

⚭ 1640 Herzog Johann X. von Schleswig-Holstein-Gottorf (1606–1655)
- Silvius I. Nimrod (1622–1664), Herzog von Württemberg-Juliusburg

⚭ 1647 Prinzessin Elisabeth Marie von Münsterberg-Oels (1625–1686)
- Floriana Ernestine (1623–1672)

⚭ 1657 Graf Friedrich Kraft von Hohenlohe-Pfedelbach (1623–1681)
- Faustina Marianna (1624–1679)
- Manfred (1626–1662), Herzog von Württemberg-Weiltingen

⚭ 1652 Gräfin Juliana von Oldenburg-Delmenhorst (1615–1691)
- Julius Peregrinatius (1627–1645)
- Sueno Martialis Edenolph (1629–1656)
- Amadea Fredonia (1631–1633)